# Wazir

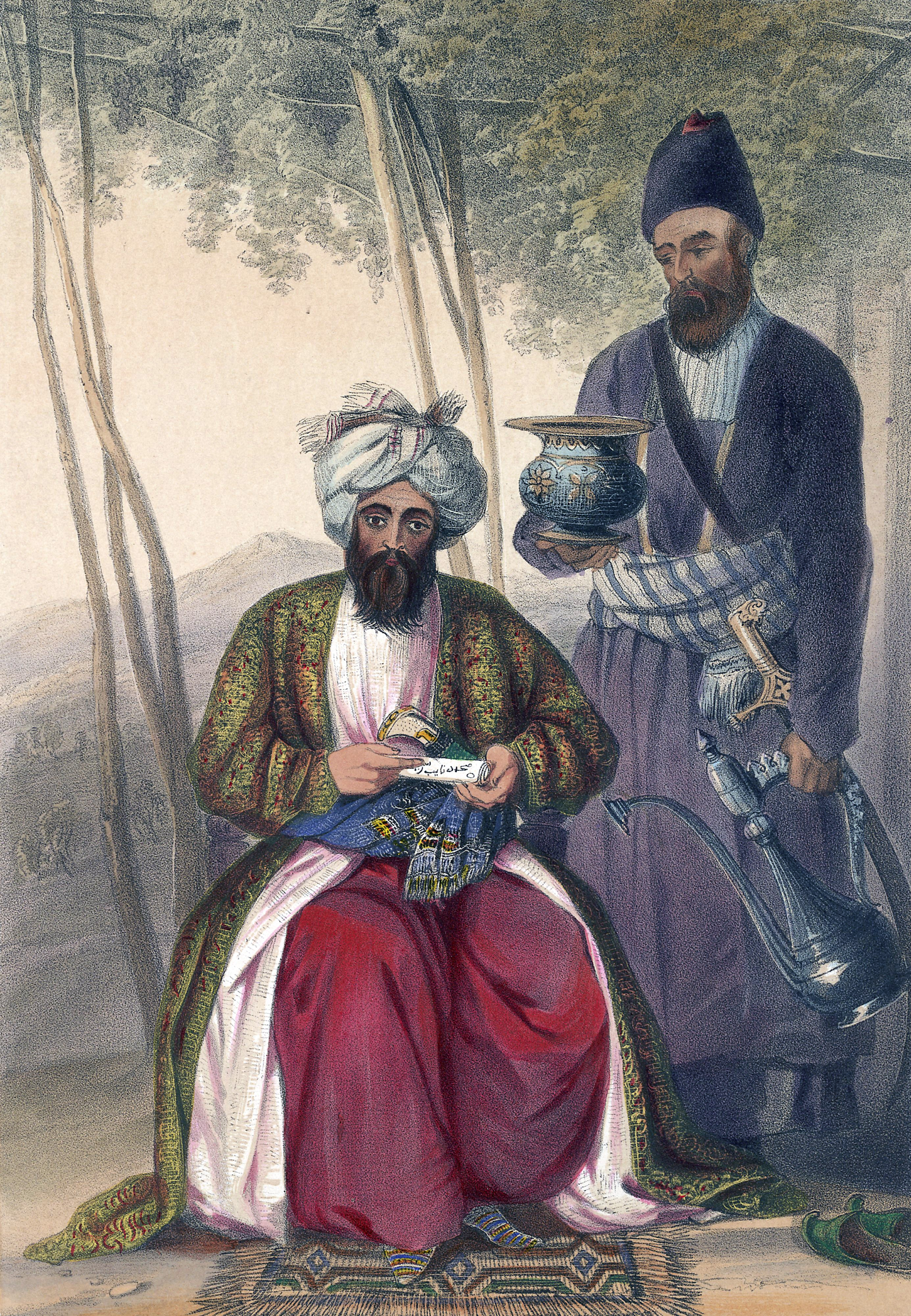
Một wazir người Iran

Wazir (tiếng Ả Rập: وزير wazīr; tiếng Anh: vizier), có khi còn dịch là vizia, là một vị cố vấn chính trị cấp cao hoặc bộ trưởng trong nội các. Danh hiệu này do các caliph nhà Abbas phong cho những vị katib ("thư ký"), vốn dĩ ban đầu chỉ là các trợ lý nhưng về sau trở thành người đại diện và kế thừa các dapir (thư ký hoặc văn thư) làm việc cho các vị vua Sasan.
Trong ngữ cảnh ngày nay, wazir là để chỉ những vị bộ trưởng chính phủ ở phần lớn các nước Trung Đông.

## Từ nguyên
Một cách giải thích được chấp nhận rộng rãi là: từ wazir bắt nguồn từ từ wazara trong tiếng Ả Rập, nghĩa là "lãnh trọng trách", gốc từ trong ngôn ngữ Semit là WZR. Từ wazir xuất hiện trong Kinh Qur'an ở đoạn mô tả Aaron là một wazir (người trợ giúp) của Moses. Từ này cũng chung gốc với từ wizr (dịch là "gánh nặng").
Một cách giải thích nữa, đó là trong tiếng Ba Tư trung đại có các từ vizīr và vicīr (nghĩa là "văn bản pháp lý" hoặc "quyết định"), cùng một gốc với từ vīcira trong tiếng Avesta, có nghĩa là "người giải quyết" hoặc "trọng tài viên", gợi ý về nguồn gốc Ấn-Âu của từ wazir.